# .NET
- 關於名称相近的旧版本框架，請見「.NET框架」。
- 關於网络域名，請見「.net」。

.NET（3.1版以前稱作.NET Core）是微軟開發的第一個跨平台 （Windows、macOS和Linux）的應用程式開發框架（Application Framework），未來也將會支援FreeBSD與Alpine平台。.NET也是微軟在一開始發展時就開源的軟體平台，它經常也會拿來和現有的開源 .NET平台Mono比較。
.NET包含 .NET Framework的類別庫，但與 .NET Framework不同的是 .NET採用套件化（Packages）的管理方式，應用程式只需要取得需要的組件即可，與 .NET Framework大包式安裝的作法截然不同，同時各套件亦有獨立的版本線（Version line），不再硬性要求應用程式跟隨主線版本。
.NET專案的主要目標有 ：
1. 支援或可以移轉（port）到更多的作業系統平台與晶片架構（也就是未來計畫會跨出x86平台）。
2. 具有引人注目的效能與高可靠度。
3. 開發人員能快速與直覺的獲取 .NET開發環境。
4. 在直覺與具生產力的情況下建造應用程式、使用文件、範例與NuGet元件。

## 历史
.NET Core 1.0于2016年6月27日发布。
2020年11月，微软发布了 .NET 5.0，统一了.NET的各个平台的碎片版本： .NET Framework 4.8、.NET Standard、.NET Core 3.1、Mono和Xamarin等。
此后，微软每年11月发布一个 .NET 的大版本更新，并将偶数大版本指定为長期支援（LTS）版本。
2021年11月，微软发布了 .NET 6.0，为LTS版本，提升了性能并完善了跨平台开发能力。
2022年11月，微软发布了 .NET 7.0，进一步提升性能和开发体验，增强了云原生和容器支持。
2023年11月，微软发布了 .NET 8.0，作为LTS版本，继续在性能、多平台和AI场景方面优化。
2024年11月，微软发布了 .NET 9.0，聚焦性能提升和云原生应用，并持续完善开发工具链。
| 版本                                   | 发布日期   | 一同发布的产品                   | 最新补丁版本     | 补丁发布日期   | 终止支持             |
| -------------------------------------- | ---------- | -------------------------------- | ---------------- | -------------- | -------------------- |
| .NET Core 1.0                          | 2016-06-27 | Visual Studio 2015 Update 3      | 1.0.16           | 2019年5月14日  | 2019年6月27日        |
| .NET Core 1.1                          | 2016-11-16 | Visual Studio 2017 Version 15.0  | 1.1.13           | 2019年5月14日  | 2019年6月27日        |
| .NET Core 2.0                          | 2017-08-14 | Visual Studio 2017 Version 15.3  | 2.0.9            | 2018年7月10日  | 2018年10月1日        |
| .NET Core 2.1                          | 2018-05-30 | Visual Studio 2017 Version 15.7  | 2.1.30 （LTS）   | 2021年8月19日  | 2021年8月21日        |
| .NET Core 2.2                          | 2018-12-04 | Visual Studio 2019 Version 16.0  | 2.2.8            | 2019年11月19日 | 2019年12月23日       |
| .NET Core 3.0                          | 2019-09-23 | Visual Studio 2019               | 3.0.3            | 2020年2月18日  | 2020年3月3日         |
| .NET Core 3.1                          | 2019-12-03 | Visual Studio 2019               | 3.1.32 （LTS）   | 2022年12月13日 | 2022年12月13日       |
| .NET 5                                 | 2020-11-10 | Visual Studio 2019 Version 16.8  | 5.0.17           | 2022年5月10日  | 2022年5月10日        |
| .NET 6                                 | 2021-11-08 | Visual Studio 2022 Version 17.0  | 6.0.36 （LTS）   | 2024年11月12日 | 2024年11月12日       |
| .NET 7                                 | 2022-11-08 | Visual Studio 2022 Version 17.4  | 7.0.20           | 2024年5月29日  | 2024年5月14日        |
| .NET 8                                 | 2023-11-14 | Visual Studio 2022 Version 17.8  | 8.0.16 （LTS）   | 2025年5月13日  | 2026年11月10日       |
| .NET 9                                 | 2024-11-12 | Visual Studio 2022 Version 17.12 | 9.0.5            | 2025年5月13日  | 2026年5月12日        |
| .NET 10                                | 2025-11-12 | -                                | 10.0.0-preview.6 | 2025年7月15日  | 2028年10月14日(预计) |
| 舊版本舊版本，仍被支援当前版本未来版本 |            |                                  |                  |                |                      |

## 核心功能
.NET是由許多專案所組成，除了基本的類別庫（Core FX）之外，也包含採用RyuJIT編譯的執行平台Core CLR、編譯器平台.NET Compiler Platform、採用AOT編譯技術運行最佳化的套件Core RT（.NET Core Runtime），以及跨平台的MSIL編譯器LLILC（LLVM-based MSIL Compiler）等專案。
同時，微軟也發展了一個建置技術文件的平台docfx ，並運用於 .NET的文件網站。

### RyuJIT
RyuJIT是微軟發展的新式即地編譯器（Just-in-Time Compiler），用以取代現有的 .NET Framework的JIT以及JIT64即地編譯器，依據微軟公佈的測試報告，RyuJIT的效能較前一代的JIT提升約25%，並支援SIMD（Single Instruction, Multiple Data）的技術。RyuJIT同時應用於 .NET Framework 4.6以及 .NET Core。

### Core CLR
Core CLR移植 .NET Framework的CLR的功能，包含核心程式庫mscorlib、JIT編譯器、垃圾收集器（GC）以及其他執行MSIL所需要的執行期環境。

### Core RT
Core RT是以预先编译為主的核心功能，在 .NET Core內稱為Core RT，在UWP則是稱為 .NET Native。
Core RT會在建造時期（非執行期）在編譯時將MSIL轉換成平台原生的機器碼，以獲取較短的啟動時間（JIT採用的是執行時期編譯，使得啟動時間拉長），以及記憶體用量減少的優點。Core RT會在不同的平台使用不同的AOT技術：
- Windows上使用的是 .NET Native。
- macOS與Linux上使用的是LLILC（同時支援JIT和AOT）。

### LLILC
LLILC（LLVM-based MSIL Compiler，英文發音為 "lilac"）是 .NET在非Windows平台的MSIL編譯器，基於ECMA-335（Common Language Infrastructure）的標準將MSIL編譯成原生碼執行，適用於可運行LLVM的作業系統，例如macOS與Linux作業系統。
LLILC同時支援JIT（內含RyuJIT的實作） 以及AOT（未來將開始支援）的編譯方式。
因为RyuJIT的跨平台能力与性能逐渐追上，LLILC的Github仓库已于2022年被归档，不再维护 

### Roslyn
.NET Compiler Platform（專案代碼為Roslyn）是將 .NET平台的編譯架構標準化的平台，它可提供程式管理工具 （如整合開發環境） 相當多的情報，用以發展有助於編寫程式與管理程式結構所需要的功能，例如型別資訊、語法結構、參考連結、語意、編譯器、自動化、錯誤回報等等功能，只要是遵循CLI標準的程式語言，都可以利用 .NET Compiler Platform實作出編譯器，讓程式管理工具能實作如語法提示、語法自動完成、關鍵字高亮等視覺化能力。
.NET Compiler Platform可同時支援 .NET Framework 4.6以上版本，.NET Core也原生支援。

## 套件管理

### .NET Core v1.0時期
.NET Core的類別庫採用NuGet套件化的架構，應用程式只需要使用project.json的dependencies區段加入指定套件版本的參考，就能獲得該套件的功能，與以往 .NET Framework大包式的提供方法完全不同。.NET Core團隊宣佈已經有98%的 .NET Framework主要類別庫移轉到 .NET Core平台。
例如下列project.json內容，可直接加入 .NET Standard Library（v1.0.0-rc2-23901）的參考。
```
{

    
"version"
:
 
"1.0.0-*"
,

    
"compilationOptions"
:
 
{

        
"emitEntryPoint"
:
 
true

    
},

    
"dependencies"
:
 
{

        
"NETStandard.Library"
:
 
"1.0.0-rc2-23901"

    
},

    
"frameworks"
:
 
{

        
"netstandardapp1.5"
:
 
{

            
"imports"
:
 
"dnxcore50"

        
}

    
}

}

```

.NET Standard Library是一個總括型的NuGet Package，其內包含了這些類別庫套件：
- Microsoft.DotNet.CoreHost
- NETStandard.Platform
- System.Collections.Concurrent
- System.Linq
- System.Runtime.Numerics
- System.Text.RegularExpressions

其中的NETStandard.Platform也是一個總括型套件，包含了下列類別庫套件：
- Microsoft.NETCore.Platforms
- Microsoft.NETCore.Runtime
- Microsoft.Win32.Primitives
- System.AppContext
- System.Collections
- System.Diagnostics.Debug
- System.Diagnostics.Tools
- System.Diagnostics.Tracing
- System.Globalization
- System.Globalization.Calendars
- System.IO
- System.IO.FileSystem
- System.IO.FileSystem.Primitives
- System.Net.Primitives
- System.Net.Sockets
- System.Reflection
- System.Reflection.Extensions
- System.Reflection.Primitives
- System.Reflection.TypeExtensions
- System.Runtime
- System.Runtime.Extensions
- System.Runtime.Handles
- System.Runtime.InteropServices
- System.Runtime.InteropServices.RuntimeInformation
- System.Text.Encoding
- System.Text.Encoding.Extensions
- System.Threading
- System.Threading.Tasks
- System.Threading.Timer

開發人員只需要使用NETStandard.Library就能加入所有必要的 .NET Core類別庫參考，但若不需要這麼多組件，也可以只加入特定的套件即可，不一定都要加入NETStandard.Library。

### .NET Core v1.1時期
對於微軟來說，.NET Core 1.0（以及早期開發時）使用project.json來處理套件管理與版本相依的問題，是因為很多工具還沒趕上（例如微軟主力的建置工具MSBuild），再加上project.json/xproj架構並不相容於以MSBuild為主的工具鏈 （Toolchain），若是要修改成相容 project.json/xproj 架構的話可能會付出極大成本，因此在 .NET Core 1.0 RC2 發布不久，官方就宣布要將project.json/xproj系統移回到以MSBuild為主的csproj ，例如下列csproj的例子即可看到套件參考的內容。
```
<Project
 
Sdk=
"Microsoft.NET.Sdk.Web"
>

  
<PropertyGroup>

    
<TargetFramework>
netcoreapp1.1
</TargetFramework>

  
</PropertyGroup>

  
<PropertyGroup>

    
<PackageTargetFallback>
$(PackageTargetFallback);portable-net45+win8+wp8+wpa81;
</PackageTargetFallback>

  
</PropertyGroup>

  
<PropertyGroup>

    
<UserSecretsId>
aspnet-MyCoolWebApplication-e119bc96-38e9-44ab-b4d3-d54964ade9b1
</UserSecretsId>

    
<DockerComposeProjectPath>
..\docker-compose.dcproj
</DockerComposeProjectPath>

  
</PropertyGroup>

  
<ItemGroup>

    
<PackageReference
 
Include=
"Microsoft.ApplicationInsights.AspNetCore"
 
Version=
"2.0.0"
 
/>

    
<PackageReference
 
Include=
"Microsoft.AspNetCore"
 
Version=
"1.1.1"
 
/>

    
<PackageReference
 
Include=
"Microsoft.AspNetCore.Authentication.Cookies"
 
Version=
"1.1.1"
 
/>

    
<PackageReference
 
Include=
"Microsoft.AspNetCore.Diagnostics.EntityFrameworkCore"
 
Version=
"1.1.1"
 
/>

    
<PackageReference
 
Include=
"Microsoft.AspNetCore.Identity.EntityFrameworkCore"
 
Version=
"1.1.1"
 
/>

    
<PackageReference
 
Include=
"Microsoft.AspNetCore.Mvc"
 
Version=
"1.1.2"
 
/>

    
<PackageReference
 
Include=
"Microsoft.AspNetCore.StaticFiles"
 
Version=
"1.1.1"
 
/>

    
<PackageReference
 
Include=
"Microsoft.EntityFrameworkCore.Design"
 
Version=
"1.1.1"
 
PrivateAssets=
"All"
 
/>

    
<PackageReference
 
Include=
"Microsoft.EntityFrameworkCore.SqlServer"
 
Version=
"1.1.1"
 
/>

    
<PackageReference
 
Include=
"Microsoft.EntityFrameworkCore.SqlServer.Design"
 
Version=
"1.1.1"
 
PrivateAssets=
"All"
 
/>

    
<PackageReference
 
Include=
"Microsoft.EntityFrameworkCore.Tools"
 
Version=
"1.1.0"
 
PrivateAssets=
"All"
 
/>

    
<PackageReference
 
Include=
"Microsoft.Extensions.Configuration.UserSecrets"
 
Version=
"1.1.1"
 
/>

    
<PackageReference
 
Include=
"Microsoft.Extensions.Logging.Debug"
 
Version=
"1.1.1"
 
/>

    
<PackageReference
 
Include=
"Microsoft.VisualStudio.Web.CodeGeneration.Design"
 
Version=
"1.1.0"
 
PrivateAssets=
"All"
 
/>

    
<PackageReference
 
Include=
"Microsoft.VisualStudio.Web.BrowserLink"
 
Version=
"1.1.0"
 
/>

  
</ItemGroup>

  
<ItemGroup>

    
<DotNetCliToolReference
 
Include=
"Microsoft.EntityFrameworkCore.Tools.DotNet"
 
Version=
"1.0.0"
 
/>

    
<DotNetCliToolReference
 
Include=
"Microsoft.Extensions.SecretManager.Tools"
 
Version=
"1.0.0"
 
/>

    
<DotNetCliToolReference
 
Include=
"Microsoft.VisualStudio.Web.CodeGeneration.Tools"
 
Version=
"1.0.0"
 
/>

  
</ItemGroup>

</Project>

```

由於 .NET Core移回了MSBuild架構，因此在Visual Studio 2017的 .NET Core工具內，已恢復可直接於IDE的GUI介面中編修套件參考的功能。

## 應用程式類型
.NET基於跨平台能力，在 .NET Core 3.0之前，並沒有將與GUI高度相關的API移植到 .NET Core內，因此像是Windows Forms或是Windows Presentation Foundation（WPF）並未移植到 .NET Core。.NET支援主控台應用程式（Console Application）以及類別庫（Class Library）類型的專案。
不過從 .NET Core 3開始，微軟在其Universal Windows Platform（UWP）開發平台使用了 .NET，並且利用 .NET Native技術將其效能提升至十分接近原生碼的速度。
ASP.NET Core則以主控台應用程式驅動其代管環境Kestrel Server以支援ASP.NET Core程式的執行。

## .NET CLI
.NET CLI（Command-Line Interface）指令列工具是 .NET處理建造、執行與編輯工作的主要工具 ，有幾個主要的動作：
| 指令           | 說明                                                                           |
| -------------- | ------------------------------------------------------------------------------ |
| dotnet new     | 產生新的基本 .NET 專案內容 （包含 project.json、Program.cs 以及 NuGet.config） |
| dotnet restore | 還原所參考的 NuGet 套件                                                        |
| dotnet build   | 建造 .NET 專案                                                                 |
| dotnet publish | 產生可發行的 .NET 專案 （包含所屬的 Runtime）                                  |
| dotnet run     | 編譯與立即執行 .NET 專案 （較適用於 exe 型專案）                               |
| dotnet repl    | 啟動互動式的對話                                                               |
| dotnet pack    | 將專案的產出封裝成 NuGet 套件                                                  |

## 與其他平台的關係
.NET經常會拿來與其他平台做比較，尤其是它的源頭 .NET Framework以及另一個相似性質的開源平台Mono。

### .NET Framework
據微軟的說明，.NET Core和 .NET Framework是子集（Subset）與超集（Superset）的關係，.NET Core將會實作出部份的 .NET Framework功能 （基本上是不含使用者介面的部份），例如 JIT（.NET Core採用 RyuJIT）、垃圾收集器（GC）以及型別（包含基本型別以及泛型型別等）。.NET Framework与 .NET Core已经在 .NET 5及以后版本合并为统一的 .NET平台。

### Mono
Mono是另一個已發展許久的 .NET Framework跨平台開源版本，起初由社群主导，并由Xamarin等技术推动了.NET跨平台应用的开发。在.NET Core问世后，微软逐步将跨平台的核心功能和支持纳入微软官方的.NET生态中，最终在.NET5及以后版本将.NET Core和Mono合并至统一的.NET平台。此后不再区分.NET Framework、.NET Core和Mono。
Mono的最后一个大版本于2024年2月发布，之后微软将其移交至Wine进行管理。
然而，Mono仍然具有其特定的用途，例如作为Unity游戏引擎和Xamarin。Android/Xamarin.iOS的运行环境，因为其提供的轻量级JIT编译和AOT（Ahead Of Time）功能。

## 與ASP.NET Core的關係
.NET Core與ASP.NET Core的關係其實一開始並不是主從關係 ，ASP.NET Core的開發初期（ASP.NET 5）.NET Core還沒有開始起跑，因此ASP.NET Core當時有自己的執行期與工具，一開始稱為Project K，後來改為DNX（.NET Execution Environment），DNX本身就具有可獨立運作的執行能力，不需要依賴 .NET Core執行，但是這樣會變成 .NET Core和ASP.NET Core雙頭馬車的現象，在 .NET Core逐漸成熟之後，微軟也決定要將這兩個各自獨立發展的產品線整合在一起，DNX也將因改用 .NET Core執行期而終止開發，DNX的功能將由 .NET Core以及旗下的 .NET CLI接替提供，整合後的版本將在1.0 RC2時釋出。

## 支援作業系統
.NET 9支援下列作業系統 ：
| 作業系統                 | 版本          | 平台                      | 組態                  |
| ------------------------ | ------------- | ------------------------- | --------------------- |
| Windows 10               | Version 1607+ | x64, x86, Arm64           |                       |
| Windows 11               | Version 2200+ | x64, x86, Arm64           |                       |
| Windows Server           | 2012+         | x64, x86                  | 全功能版、Server Core |
| Windows Nano Server      | Version 2019+ | x64                       |                       |
| Windows Server Core      | 2012+         | x64,x86                   |                       |
| Alpine Linux             | 3.19+         | x64, Arm32, Arm64         |                       |
| CentOS                   | 9+            | x64, Arm64,ppc664le,s390x |                       |
| Debian                   | 12+           | x64, Arm32, Arm64         |                       |
| Fedora                   | 40+           | x64, Arm32, Arm64         |                       |
| OpenSUSE                 | 15.5+         | x64                       |                       |
| Red Hat Enterprise Linux | 8+            | x64, Arm64                |                       |
| SUSE Linux Enterprise    | 12 SP2+       | x64, Arm64,ppc664le,s390x |                       |
| Ubuntu                   | 18.04+        | x64, Arm32, Arm64         |                       |
| macOS                    | 13+           | x64, Arm64                |                       |
| iOS                      | 16.0+         | Arm64                     |                       |
| tvOS                     | 12.2+         | Arm64                     |                       |
| Android                  | API 21+       | x64, Arm32, Arm64         |                       |